# AutoXperience
AutoXperience is een Nederlands televisieprogramma dat wordt uitgezonden door de zender RTL 7, en geproduceerd door FAN. Het programma wordt gepresenteerd door de broers Tim en Tom Coronel. Elke aflevering testen zij auto's, gaan ze naar evenementen en behandelen ze nieuwe autoaccessoires.
Tot en met het televisieseizoen 2005-2006 werd het programma uitgezonden door SBS6. Daarna is het programma uitgezonden door RTL.